# Liste der Kreisstraßen im Landkreis Leipzig

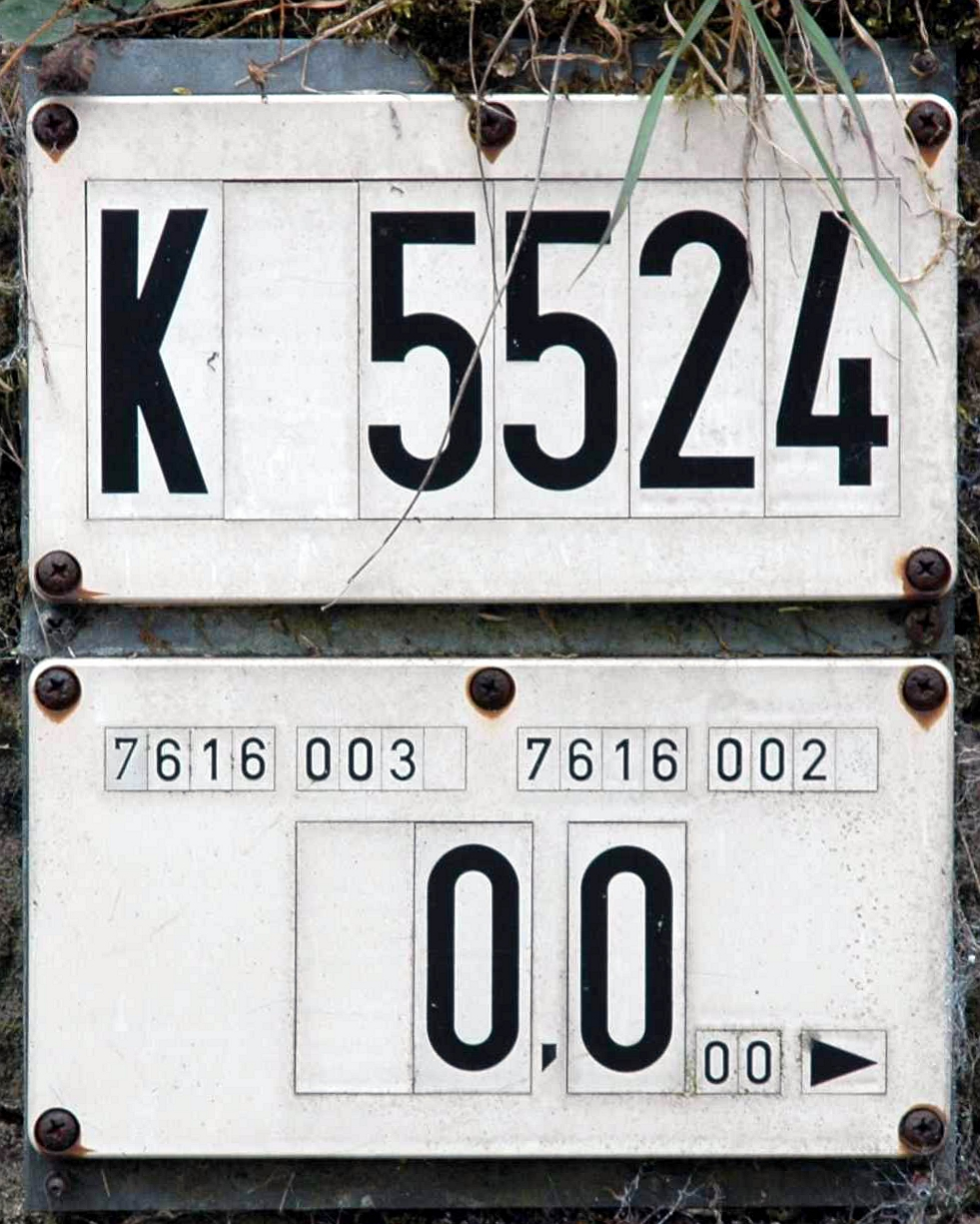
Stationszeichen

Die Liste der Kreisstraßen im Landkreis Leipzig ist eine Auflistung der Kreisstraßen im Landkreis Leipzig.

## Abkürzungen
- K: Kreisstraße
- S: Staatsstraße

## Listen
Die Kreisstraßen behalten die ihnen zugewiesene Nummer nicht bei einem Wechsel in einen anderen Landkreis oder in eine kreisfreie Stadt. Nicht vorhandene bzw. nicht nachgewiesene Kreisstraßen sind kursiv gekennzeichnet, ebenso Straßen und Straßenabschnitte, die unabhängig vom Grund (Herabstufung zu einer Gemeindestraße oder Höherstufung) keine Kreisstraßen mehr sind.
Der Straßenverlauf wird in der Regel von Nord nach Süd und von West nach Ost angegeben.

### AltkreisLeipziger Land
| Nr.    | Verlauf |
| ------ | --- |
| K 7901 | (K 6501 in Leipzig) – Kreisgrenze – Seifertshain – K 7923 – S 46 in Fuchshain |
| K 7902 | in Bad Lausick – Trebishain – S 242 in Prießnitz |
| K 7903 | S 49 in Buchheim – K 7933 in Hopfgarten |
| K 7908 | S 50 in Kitzscher – K 8308 (jetzt K 8308) |
| K 7923 | (K 6523 in Leipzig) – Kreisgrenze – Wachau – S 46 – Auenhain – Güldengossa – S 242 – S 43 – Kreisgrenze – (K 6523 in Leipzig) – Kreisgrenze – S 43 – S 38 – Großpösna – S 46 – Seifertshain – K 7991 – Kreisgrenze – (K 6523 in Leipzig) |
| K 7925 | S 242 – K 7926 in Oelzschau |
| K 7926 | S 242 – Großpötzschau – Dahlitzsch – Kleinpötzschau – Oelzschau – K 7927 – K 8360 – Rohrbach – S 49 in Otterwisch |
| K 7927 | K 8360 – Oelzschau – K 7926 – K 7926 in Oelzschau – Kömmlitz – K 7928 – Trages – K 8351 – S 48 in Thierbach |
| K 7928 | S 242 – Mölbis – K 7927 – Trages – Hainichen – K 8351 |
| K 7930 | S 242 in Espenhain – – Rötha – K 7934 – in Lobstädt |
| K 7931 | – S 50 in Deutzen |
| K 7932 | S 50 in Deutzen – Regis-Breitingen – in Blumroda |
| K 7933 | – Thräna – Wyhra – Neukirchen – S 51 – Schönau – S 11 – Prießnitz – S 242 – Elbisbach – Hopfgarten – K 7903 – Tautenhain – K 7990 – in Geithain                                                                                          |
| K 7934 | / – Böhlen – Rötha – K 7930 in Rötha |
| K 7935 | Großdeuben – K 7934 |
| K 7936 | S 51 in Frohburg – Streitwald – Kohren-Sahlis – K 7940 – Rüdigsdorf – S 51 in Pflug |
| K 7938 | K 7990 – Roda – K 7939 – Syhra – Kolka – Ossa – K 7943 – Narsdorf – |
| K 7939 | Theusdorf – K 7938 |
| K 7940 | S 53 in Dolsenhain – S 51 – Gnandstein – Kohren-Sahlis – K 7336 – Walditz – Niederpickenhain – Wenigossa – K 7943 |
| K 7942 | (K 301 im Landkreis Altenburger Land, Thüringen) – Landesgrenze – Meusdorf – K 7943 in Rathendorf |
| K 7943 | in Geithain – Bruchheim – K 7338 – K 7340 – Oberpickenhain – Rathendorf – K 7342 – Kreisgrenze – (K 8260 im Landkreis Mittelsachsen) |
| K 7950 | S 71 – Kieritzsch |
| K 7951 | in Großstolpen – Droßkau – Oellschütz – Hohendorf – Berndorf – Landesgrenze – (K 218 im Landkreis Altenburger Land, Thüringen) |
| K 7952 | (K 2601 im Burgenlandkreis, Sachsen-Anhalt) – Landesgrenze – S 61 in Maltitz |
| K 7953 | S 65 in Gatzen – S 61 |
| K 7954 | S 65 in Auligk – Pautzsch – Michelwitz – S 61 |
| K 7956 | K 7957 in Zitzschen – Mausitz – Großdalzig – K 7958 – Tellschütz – S 68 in Großstorkwitz |
| K 7957 | S 75 in Kitzen – Hohenlohe – Thesau – Sittel – Werben – Seegel – Peißen – Scheidens – Löben – Zitzschen – K 7956 – |
| K 7958 | K 7956 in Großdalzig – Kleindalzig – |
| K 7960 | (K 2189 im Burgenlandkreis, Sachsen-Anhalt) – Landesgrenze – Meyhen – Schkeitbar – S 76 – Seebenisch – Gärnitz – Kulkwitz – Göhrenz – K 7961                                                                                             |
| K 7961 | – Frankenheim – Lindennaundorf – Kreisgrenze – (K 6561 in Leipzig) – Kreisgrenze – Göhrenz – K 7960 – Albersdorf – Kreisgrenze – (K 6561 in Leipzig)                                                                                     |
| K 7963 | – Altranstädt – Großlehna – Kleinlehna – S 77 – |
| K 7990 | in Eschefeld – Frohburg – S 51 – Greifenhain – K 7938 – Frauendorf – S 242 – Frankenhain – Tautenhain – K 7933 – Ebersbach – S 49 – Thierbaum – Kreisgrenze – (K 8290 im Landkreis Mittelsachsen)                                        |

### AltkreisMuldentalkreis
| Nr.    | Verlauf |
| ------ | --- |
| K 8301 | K 7901 – S 46 in Fuchshain (jetzt K 7901) |
| K 8302 | in Bad Lausick – K 7902 (jetzt K 7902) |
| K 8303 | S 49 in Buchheim – K 7903 (jetzt K 7903) |
| K 8304 | (K 8904 im Landkreis Nordsachsen) – Kreisgrenze – Frauwalde – Kreisgrenze – (K 8904 im Landkreis Nordsachsen) – Kreisgrenze – K 8317 in Meltewitz |
| K 8305 | K 8333 in Göttwitz – Kreisgrenze – (K 8905 im Landkreis Nordsachsen) |
| K 8306 | K 8333 – Kreisgrenze – (K 8906 im Landkreis Nordsachsen) |
| K 8307 | S 38 – Zeunitz – Leipnitz – K 8331 – K 8335 – Böhlen – K 8337 – K 8338 – Kreisgrenze – (K 7507 im Landkreis Mittelsachsen) |
| K 8308 | S 50 in Kitzscher – Steinbach – Lauterbach – S 49 – Bernbruch – K 8339 – K 8353 in Großbardau |
| K 8310 | S 19 in Böhlitz – K 8370 – K 8311 – Röcknitz – S 20 – Thammenhain – S 23 in Falkenhain |
| K 8311 | K 8310 in Röcknitz – K 8370 – Großzschepa – K 8312 – S 19 – S 11 in Nischwitz |
| K 8312 | S 11 in Thallwitz – Lossa – S 19 – Großzschepa – K 8311 – Kleinzschepa – S 20 – Hohburg – K 8313 – Müglenz – Falkenhain – S 23 – Heyda – Kreisgrenze – (K 8921 im Landkreis Nordsachsen) |
| K 8313 | K 8312 in Hohburg – Zschorna – S 23 – Körlitz – K 8314 – – Birkenhof – Burkartshain – S 47 – K 8319 – Fremdiswalde – K 8323 – K 8324 in Cannewitz |
| K 8314 | S 23 in Wurzen – Roitzsch – Körlitz – K 8313 – Kühnitzsch – K 8315 – K 8316 in Dornreichenbach |
| K 8315 | S 23 – Kühnitzsch – K 8314 – Trebelshain – in Kühren |
| K 8316 | S 23 in Falkenhain – Dornreichenbach – K 8314 – K 8317 in Mark Schönstädt |
| K 8317 | S 42 in Streuben – – Mark Schönstädt – K 8316 – Meltewitz – K 8304 – Kreisgrenze – (K 8919 im Landkreis Nordsachsen) |
| K 8319 | S 11 in Wurzen – Nemt – Burkartshain – S 47 – K 8313 – S 42 in Sachsendorf |
| K 8323 | K 8324 in Nerchau – Gornewitz – Fremdiswalde – K 8313 – K 8324 |
| K 8324 | S 11 in Nerchau – K 8323 – Denkwitz – Cannewitz – K 8313 – K 8323 – Roda – Mutzschen – S 38 |
| K 8325 | S 11 in Golzern – K 8329 |
| K 8326 | S 11 – Döben – S 38 in Grechwitz |
| K 8329 | S 11 in Schmorditz – Deditz – K 8325 – S 38 – Pöhsig |
| K 8330 | S 38 in Neunitz – K 8334 – Kaditzsch – Schkortitz – Förstgen – K 8339 in Kössern |
| K 8331 | Papsdorf – Leipnitz – K 8335 – K 8307 – K 8338 – K 8339 in Tanndorf Bahnhof |
| K 8332 | S 38 – Köllmichen – Nauberg – S 37 in Zschoppach |
| K 8333 | S 38 – Göttwitz – K 8305 – K 8306 – Wetteritz – S 37 in Draschwitz |
| K 8334 | K 8330 – Kaditzsch – Höfgen |
| K 8335 | K 8339 in Kössern – Keiselwitz – Leipnitz – K 8307 – K 8331 – K 8337 in Dürrweitzschen |
| K 8337 | S 36 – Dürrweitzschen – K 8335 – Böhlen – K 8307 – K 8338 – K 8339 in Seidewitz |
| K 8338 | K 8335 in Kössern – K 8331 – Böhlen – K 8307 – K 8337 – Muschau – Motterwitz – S 36 |
| K 8339 | K 8351 in Großbuch – Bernbruch – K 8308 – Kleinbardau – S 11 – K 8350 – K 8353 – Großbothen – Kössern – K 8330 – K 8335 – K 8342 – Maaschwitz – K 8343 – Tanndorf Bahnhof – K 8331 – Seidewitz – K 8337 – Kreisgrenze – (K 7543 im Landkreis Mittelsachsen)                                  |
| K 8340 | – Schönbach – K 8341 – – Sermuth – K 8342 – Podelwitz – K 8343 – S 44 |
| K 8341 | K 8350 in Glasten – K 8340 in Schönbach |
| K 8342 | K 8340 in Sermuth – K 8339 |
| K 8343 | K 8339 in Maaschwitz – Podelwitz – K 8340 – Collmen – Zschadraß – S 44 |
| K 8350 | K 8339 in Kleinbardau – Glasten – K 8341 – Ballendorf – |
| K 8351 | K 7927 in Trages – Hainichen – S 50 – Stockheim – S 49 – Otterwisch S 50 – Großbuch – K 8339 – K 8353 |
| K 8352 | K 7926 – Rohrbach – S 49 in Otterwisch (jetzt K 7926) |
| K 8353 | S 38 in Grethen – K 8351 – Großbardau – K 8308 – S 11 – K 8339 in Großbothen |
| K 8360 | (K 7422 im Landkreis Nordsachsen) – Kreisgrenze – Panitzsch – Borsdorf – K 8362 – Zweenfurth – K 8367 – Beucha – Wolfshain – K 8367 – Albrechtshain – K 8361 – Eicha – Erdmannshain – S 43 – Naunhof – S 46 – K 8364 – Lindhardt – S 38 – Köhra – Belgershain – K 8361 – K 7926 in Oelzschau |
| K 8361 | K 8367 in Brandis – S 43 – Beucha – Albrechtshain – K 8360 – … – Fuchshain – K 8367 – S 43 – Threna – S 38 – K 8360 in Belgershain |
| K 8362 | (K 6523 in Leipzig) – Kreisgrenze – K 8360 in Zweenfurth |
| K 8363 | (K 6522 in Leipzig) – Fuchshain – S 43 – K 8360/8371 in Naunhof – … – S 45 in Klinga – S 45 – Beiersdorf – S 47 – 107a – /S 11/S 38 in Grimma |
| K 8364 | S 46 in Naunhof – Ammelshain – S 45 – Altenhain – K 8365 – S 47 in Trebsen/Mulde |
| K 8365 | K 8364 in Altenhain – Seelingstädt – S 47 – 107a |
| K 8366 | S 45 in Brandis – K 8368 – K 8369 – Zeititz – Neu-Altenbach – Altenbach – / |
| K 8367 | (K 6520 in Leipzig) – Kreisgrenze – Wolfshain – K 8360 – Beucha – K 8360 – S 43 – Brandis – K 8361 – S 45 – Machern – K 8368 – – – Lübschütz – Dögnitz – Nepperwitz – / in Deuben |
| K 8368 | K 8367 in Machern – K 8366 – Am alten Flugplatz Brandis-Waldpolenz |
| K 8369 | K 8366 in Zeititz – Leulitz – S 45 in Polenz |
| K 8370 | K 8310 in Böhlitz – K 8311 |
| K 8371 | K 8363 in Naunhof – Großsteinberg am See – S 49 |
| K 8390 | K 7990 – Ebersbach – S 49 – Thierbaum – Kreisgrenze – (K 8290 im Landkreis Mittelsachsen) (jetzt K 7990) |
| K 8391 | K 8392 – Muldenaue – Kreisgrenze – (K 8291 im Landkreis Mittelsachsen) |
| K 8392 | /S 44 in Colditz – K 8391 – Lastau – Kreisgrenze – (K 8292 im Landkreis Mittelsachsen) |
| K 8394 | S 44 – Meuselwitz – Bockwitz – Kreisgrenze – (K 7594 im Landkreis Mittelsachsen) – Kreisgrenze – – Erlbach – Kreisgrenze – (K 7594 im Landkreis Mittelsachsen) |